# Monety kolekcjonerskie III RP w 2013
W 2013 roku Narodowy Bank Polski po raz drugi wprowadził do sprzedaży wspólnie z instytucją innego państwa zestaw monet kolekcjonerskich. 7 stycznia wyemitowano monety 20 złotych oraz 1 dolar australijski o wadze 1 uncji ze wspólnym motywem na projekcie - kangurem. Na polskiej monecie przedstawiony jest kangur Walabia Bennetta albinos, urodzony w polskim gospodarstwie agroturystycznym w okolicach Szczecina.
12 marca monetami 50 i 500 złotych z wizerunkiem Bolesława Chrobrego, została zainaugurowana nowa seria Skarby Stanisława Augusta. Na monetach przedstawiono reprodukcje oryginalnych medali królewskich wybitych w 1791-1798, zaprojektowanych przez Jana Filipa Holzhaeussera i Jana Jakuba Reichla. Kolejne monety z tej serii, z wizerunkiem króla Wacława II Czeskiego zostały wyemitowane 22 maja w cenach 515 PLN za nominał 50 zł oraz 12 600 PLN za nominał 500 zł.
W tym roku została rozpoczęta również seria Historia Monety Polskiej monetą z wizerunkiem denara Bolesława Chrobrego. Wydana została w nominale 5 złotych, a jej cena emisyjna wyniosła 95 złotych.

## Spis monet
| Moneta                                                                                 | Nominał     | Stop | Średnica (mm) | Masa (g) | Nakład | Data emisji     | Projektant                                | Wizerunek    |
| -------------------------------------------------------------------------------------- | ----------- | --- | ------------- | -------- | ------ | --------------- | ----------------------------------------- | ------------ |
| Kangur – Walabia Bennetta                                                              | 20 złotych  | Ag 999 | 40            | 31,1     | 10 000 | 7 stycznia      | Ewa Tyc-Karpińska Urszula Walerzak        | Awers Rewers |
| Kangur – Walabia Bennetta                                                              | 20 złotych  | Moneta sprzedawana w zestawie z 1 AUD. Na rewersie posiada tampondruk w różnych odcieniach zieleni oraz czerwieni. |               |          |        |                 |                                           |              |
| 100 lat Teatru Polskiego w Warszawie                                                   | 10 złotych  | Ag 925 | 40 x 26       | 14,14    | 28 000 | 15 stycznia     | Urszula Walerzak                          | Awers Rewers |
| 100 lat Teatru Polskiego w Warszawie                                                   | 10 złotych  | Moneta w kształcie owalnym z tampodrukiem na rewersie pod postacią kotary.                                         |               |          |        |                 |                                           |              |
| 150. rocznica Powstania styczniowego                                                   | 10 złotych  | Ag 925 | 32            | 14,14    | 28 000 | 16 stycznia     | Roussanka Nowakowska                      | Awers Rewers |
| Bolesław Chrobry Seria: Skarby Stanisława Augusta                                      | 50 złotych  | Ag 999 | 45            | 62,2     | 5000   | 12 marca        | Robert Kotowicz                           | Awers Rewers |
| Bolesław Chrobry Seria: Skarby Stanisława Augusta                                      | 500 złotych | Au 999,9 | 45            | 62,2     | 750    | 12 marca        | Robert Kotowicz                           | Awers Rewers |
| Cyprian Norwid                                                                         | 10 złotych  | Ag 925 | 32            | 14,14    | 28 000 | 8 kwietnia      | Ewa Tyc-Karpińska                         | Awers Rewers |
| Cyprian Norwid                                                                         | 10 złotych  | Na rewersie hologram w postaci portretu poety.                                                                     |               |          |        |                 |                                           |              |
| Cyprian Norwid                                                                         | 200 złotych | Au 900 | 27            | 15,5     | 2500   | 8 kwietnia      | Ewa Tyc-Karpińska                         | Awers Rewers |
| Wacław II Czeski Seria: Skarby Stanisława Augusta                                      | 50 złotych  | Ag 999 | 45            | 62,2     | 5000   | 22 maja         | Urszula Walerzak                          | Awers Rewers |
| Wacław II Czeski Seria: Skarby Stanisława Augusta                                      | 500 złotych | Au 999,9 | 45            | 62,2     | 750    | 22 maja         | Urszula Walerzak                          | Awers Rewers |
| Denar Bolesława Chrobrego Seria: Historia Monety Polskiej                              | 5 złotych   | Ag 925 | 24            | 7,07     | 20 000 | 20 czerwca      | Dominika Karpińska-Kopiec                 | Awers Rewers |
| Warta Poznań Seria: Polskie Kluby Piłkarskie                                           | 5 złotych   | Ag 925 | 24            | 7,07     | 40 000 | 3 lipca         | Grzegorz Pfeifer Urszula Walerzak         | Awers Rewers |
| Władysław Łokietek Seria: Skarby Stanisława Augusta                                    | 50 złotych  | Ag 999 | 45            | 62,2     | 5000   | 13 września     | Anna Wątróbska-Wdowiarska Robert Kotowicz | Awers Rewers |
| Władysław Łokietek Seria: Skarby Stanisława Augusta                                    | 500 złotych | Au 999,9 | 45            | 62,2     | 750    | 13 września     | Anna Wątróbska-Wdowiarska Robert Kotowicz | Awers Rewers |
| Denar Bolesława Śmiałego Seria: Historia Monety Polskiej                               | 5 złotych   | Ag 925 | 24            | 7,07     | 20 000 | 13 września     | Dominika Karpińska-Kopiec                 | Awers Rewers |
| Witold Lutosławski                                                                     | 10 złotych  | Ag 925 | 32            | 14,14    | 28 000 | 18 września     | Sebastian Mikołajczak                     | Awers Rewers |
| Witold Lutosławski                                                                     | 200 złotych | Au 900 | 27            | 15,5     | 2500   | 18 września     | Sebastian Mikołajczak                     | Awers Rewers |
| 200. rocznica śmierci księcia Józefa Poniatowskiego                                    | 10 złotych  | Ag 925 | 32            | 14,14    | 28 000 | 9 października  | Urszula Walerzak                          | Awers Rewers |
| 200. rocznica śmierci księcia Józefa Poniatowskiego                                    | 200 złotych | Au 900 | 27            | 15,5     | 2500   | 9 października  | Urszula Walerzak                          | Awers Rewers |
| 50-lecie działalności Polskiego Stowarzyszenia na Rzecz Osób z Upośledzeniem Umysłowym | 10 złotych  | Ag 925 | 32            | 14,04    | 25 000 | 24 października | Dobrochna Surajewska                      | Awers Rewers |
| 50-lecie działalności Polskiego Stowarzyszenia na Rzecz Osób z Upośledzeniem Umysłowym | 10 złotych  | Moneta oksydowana z napisem na rancie "50-lecie Polskiego Stowarzyszenia na Rzecz Osób z Upośledzeniem Umysłowym". |               |          |        |                 |                                           |              |
| Żubr Seria: Zwierzęta Świata                                                           | 20 złotych  | Ag 925 | 38,61         | 28,28    | 35 000 | 24 października | Ewa Tyc–Karpińska Dobrochna Surajewska    | Awers Rewers |
| 200-lecie urodzin Hipolita Cegielskiego                                                | 10 złotych  | Ag 925 | 32            | 14,14    | 28 000 | 20 listopada    | Sebastian Mikołajczak                     | Awers Rewers |
| 200-lecie urodzin Hipolita Cegielskiego                                                | 200 złotych | Au 900 | 27            | 15,5     | 2500   | 20 listopada    | Sebastian Mikołajczak                     | Awers Rewers |
| Agnieszka Osiecka Seria: Historia Polskiej Muzyki Rozrywkowej                          | 10 złotych  | Ag 925 | 32            | 14,14    | 28 000 | 5 grudnia       | Dobrochna Surajewska                      | Awers Rewers |
| Agnieszka Osiecka Seria: Historia Polskiej Muzyki Rozrywkowej                          | 10 złotych  | Ag 925 | 28,2 x 28,2   | 14,14    | 28 000 | 5 grudnia       | Dobrochna Surajewska                      | Awers Rewers |
| Agnieszka Osiecka Seria: Historia Polskiej Muzyki Rozrywkowej                          | 10 złotych  | Klipa w kształcie kwadratu.                                                                                        |               |          |        |                 |                                           |              |